# Pecados capitales (telenovela)
Pecados capitales es una telenovela colombiana creada por Miriam de Flórez en colaboración con Luis Felipe Salamanca y Dago García, producida y transmitida por Canal Caracol de 2002 a 2004.
Protagonizada por Frank Ramírez, Robinson Díaz, Marcela Carvajal, Patricia Castañeda, María José Martínez  y Patrick Delmas; y las primeras actrices Teresa Gutiérrez, Chela del Río,  con las actuaciones antagónicas de Juan Ángel, Constanza Duque, Claudia Liliana González,  Guillermo Olarte, Evelyn Santos y Marcelo Dos Santos. Tiene un género de comedia. Su audiencia promedio fue de 12,8 de rating y 46,6 de share

## Sinopsis
Pecados Capitales es la historia del enfrentamiento de las fuerzas del mal, representadas en los 7 pecados capitales, y las fuerzas del bien, representadas en los personajes que encarnan las virtudes teologales.
La historia comienza cuando el millonario Evaristo toma la decisión de morirse para el mundo. A la edad de 62 años, don Evaristo sabe que está desahuciado.
Solo en su enorme mansión, desde hace más de cuarenta años no le permite a nadie que lo vea. Únicamente su vieja empleada, Felicia, Phillipe, su representante legal y la administradora general de sus empresas, Caridad, quien además es hija de Felicia, tienen acceso a él. Los tres son los únicos que conocen sus rasgos, sus caprichos y su forma de vida.
A su muerte, y por su expresa voluntad, son citados los familiares que le quedan vivos y que están dispersos por distintas ciudades del país y del mundo, a quienes no ha visto en más de cuarenta años o jamás, pero que son su única familia.
Los parientes de Evaristo llegan, más que por su muerte, por su fortuna. Cada uno tiene la expectativa de ser el más favorecido y decide acudir al llamado, especialmente por la lectura del testamento, que se llevará a cabo veinticuatro horas después del sepelio.
Don Evaristo, quien fuera tildado durante toda su vida de avaro, ruin, loco y despiadado, se ha propuesto demostrar, por medio de su testamento, que ninguno de los miembros de su familia es mejor que él. De allí que, como una broma cruel y despiadada, ha expresado la voluntad de que sus bienes no serán divisibles, que se deben mantener tal y como hasta el momento, y que todos serán dueños de todo por partes iguales, con una condición: deben convivir durante un año en la casa, compartiéndolo todo, como deberán hacerlo con la herencia.
Don Evaristo Salinas sabe que va a morir y tiene una herencia millonaria que repartir entre sus parientes. Pero antes, jugará como un titiritero con todos los miembros de su familia obligándolos a convivir en la mansión Salinas por un año, siendo esta la única condición para disfrutar del legado millonario. Él se dedicará a observarlos y juzgarlos silenciosamente.
Así, los personajes se tienen que convivir bajo un mismo techo por espacio de un año y luchar por la herencia, teniendo como armas lo que cada uno representa. La historia se mueve dentro de los parámetros que ellos mismos imponen: el bien y el mal.

## Premios

### Premios India Catalina
- Mejor telenovela
- Mejor director de telenovela Juan C Pinzón
- Mejor historia y libreto original de telenovela Dago García y Luis Felipe Salamanca

### Premios TVyNovelas
- Mejor telenovela (Nominada)
- Mejor actriz protagónica de telenovela Teresa Gutiérrez (Ganadora)
- Mejor actor protagónico de telenovela Robinson Díaz (Ganador)
- Mejor actriz antagónica de telenovela Constanza Duque (Nominada)
- Mejor actor infantil Juan David Sánchez (Ganador)

### Premios Canal Caracol
- Mejor Telenovela
- Mejor Libretista: Dago García, Luis Felipe Salamanca y Miriam de Flórez
- Mejor Director: Juan C Pinzón
- Mejor Actriz: Teresa Gutiérrez
- Mejor Actor: Robinson Díaz
- Mejor Director de Fotografía: Juan Carlos Vásquez
- mejor Edición:

### Orquídea (USA)
- Mejor Telenovela Nacional
- Mejor Actriz Teresa Gutiérrez
- Mejor Actor: Robinson Díaz

### Fymti (Uruguay)
- Mejor Actriz de Reparto: Teresa Gutiérrez, premio compartido también por su actuación en Dora la celadora
- Mejor Autor: Dago García, premio compartido con los libretos de La saga negocio de familia
- Mejor Escenografía

### Otros premios
- Medalla Gran Caballero por la representación del Mago Kandu: Robinson Díaz
- Placa Sweet: Mejor Actor Robinson Díaz

## Detalles Curiosos
Debido al éxito de la telenovela y sobre todo del personaje de Robinson Díaz, "Mago Kandú", se creó el circo del mago Kandú y su pequeño asistente. El éxito del proyecto fue muy notable.
En la novela hubo varios cameos de estrellas de la tv colombiana, Pablo Laserna estuvo como presentador en un programa concurso, Hernan Orjuela también apareció como presentador de otro concurso de preguntas y Fernando González Pacheco apareció como el papá de Amadeo.
El personaje de Eva (Evelyn Santos), fue introducido como la pareja del Mago Kandú, debido a que la actriz Claudia Liliana González se retira del dramatizado por problemas de salud que afectaban su columna.
En uno de los capítulos se da a conocer que Pedro El Escamoso, Solo una mujer  y Pecados Capitales forman parte del mismo universo cuando la tía Doris le revela a Silvana que Evaristo sostuvo relaciones sentimentales con la actriz Natalia Michelena (Viena Ruiz) y la doctora Paula Dávila (Sandra Reyes) cuando él era joven; Igualmente, es el mismo Universo de la Saga, Negocio de Familia, dado que en un tour del circo del mago Kandú los sigue uno de los periodistas del periódico Tiempos Modernos, los mismos que en el año 2000 desenmascaran a los Manrique en "La Saga, negocio de familia".
Muchos de los diálogos y situaciones rinden homenaje a la cultura popular latinoamericana, en especial a los diálogos que usan la letra de canciones de géneros como balada romántica y otros, tomados de los programas de Chespirito.